# Katedra w Maringá
Katedra w Maringá (port. Catedral Basílica Menor de Nossa Senhora da Glória) – rzymskokatolicka katedra w Maringá, w stanie Parana w Brazylii.
Mająca 124 m wysokości katedra jest najwyższym kościołem obu Ameryk i szesnastym najwyższym kościołem świata.

## Historia
Architekt José Augusto Bellucci projektując nowoczesny gmach katedry inspirował się formą radzieckiego sztucznego satelity Sputnika. Nadał jej formę wydłużonego stożka. Projekt wyidealizował następnie arcybiskup Jaime Luiz Coelho.
12 sierpnia 1958 położono kamień węgielny, kawałek marmuru z bazyliki św. Piotra na Watykanie, pobłogosławiony przez papieża Piusa XII. Budowę katedry rozpoczęto w lipcu 1959 a ukończono 10 maja 1972, w 25. rocznicę założenia miasta. 
3 maja 1981 konsekrowano katedrę, a 21 stycznia 1982 papież Jan Paweł II nadał jej tytuł bazyliki mniejszej.
Wewnątrz katedry zwraca uwagę 7-metrowy drewniany krucyfiks, dzieło rzeźbiarza Conrado Mosera.

## Wymiary katedry
- Wysokość zewnętrzna: 124 m (114 m budynek katedry + 10-metrowy krzyż na szczycie);
- Wysokość wewnętrzna: 84 m;
- Średnica zewnętrzna: 50 m;
- Średnica wewnętrzna: 38 m;
- Witraże: 16, autor Lorenz Osterroht;
- Pojemność: 4700 osób.